# The Six Best Cellars
Pour plus de détails, voir Fiche technique et Distribution.
The Six Best Cellars est un film américain réalisé par Donald Crisp, sorti en 1920.

## Synopsis
Durant la prohibition un homme tente par tous les moyens de produire de l'alcool de contrebande malgré de cuisants échecs... 

## Fiche technique
- Titre : The Six Best Cellars
- Réalisation : Donald Crisp
- Scénario : Elmer Harris
- Photographie : Charles Edgar Schoenbaum
- Montage : Dorothy Arzner
- Pays d'origine : États-Unis
- Format : Noir et blanc - 1,33:1 - Film muet
- Genre : comédie
- Date de sortie : 1920

## Distribution
- Bryant Washburn : Henry Carpenter
- Wanda Hawley : Millicent Carpenter
- Clarence Burton : Ed Hammond
- Elsa Lorimer : Mme Hammond
- Frederick Vroom : M. Teak
- Josephine Crowell : Mme Teak
- Jane Wolfe : Virginia Jasper
- Julia Faye : Mme Jordan
- Howard Gaye : Tommy Blair